# Canton du Massegros
Le canton du Massegros était une division administrative française, située dans le département de la Lozère et la région Languedoc-Roussillon.

## Composition
| Nom                      | Code Insee | Intercommunalité          | Superficie (km2) | Population (dernière pop. légale) | Densité (hab./km2) |
| ------------------------ | ---------- | ------------------------- | ---------------- | --------------------------------- | ------------------ |
| Le Massegros (chef-lieu) | 48094      | CC du Causse du Massegros | 17,94            | 410 (2014)                        | 23                 |
| Le Recoux                | 48125      | CC du Causse du Massegros | 23,69            | 126 (2014)                        | 5,3                |
| Saint-Georges-de-Lévéjac | 48154      | CC du Causse du Massegros | 56,26            | 256 (2014)                        | 4,6                |
| Saint-Rome-de-Dolan      | 48180      | CC du Causse du Massegros | 32,63            | 62 (2014)                         | 1,9                |
| Les Vignes               | 48195      | CC du Causse du Massegros | 28,84            | 102 (2014)                        | 3,5                |

## Démographie
| 1962  | 1968 | 1975 | 1982 | 1990 | 1999 | 2006 | 2011 | 2012 |
| ----- | ---- | ---- | ---- | ---- | ---- | ---- | ---- | ---- |
| 1 017 | 956  | 868  | 839  | 0    | 833  | 885  | 936  | 941  |

## Représentation
Sources : Annuaires du département de la Lozère. https://gallica.bnf.fr/ark:/12148/cb326955871/date

### Conseillers généraux de 1833 à 2015
| Période | Période          | Identité                     | Étiquette       | Qualité |
| ------- | ---------------- | ---------------------------- | --------------- | --- |
| 1833    | 1848             | Etienne Fortuné Pourquier    |                 | Maire du Massegros (1826-1848) |
| 1848    | 1852 (décès)     | Charles Amédée Sarrouy       | Républicain     | Médecin et juge de paix du canton du Massegros Propriétaire au Recoux, conseiller d'arrondissement |
| 1852    | 1853             | Comte Edmond de Lescure      |                 | Propriétaire à Mende |
| 1853    | 1872 (décès)     | Jean Vors                    | Droite          | Avoué à Marvejols |
| 1872    | 1875 (démission) | Arthémon, dit Armand Sarrouy | Républicain     | Médecin, maire du Massegros (1884-1888), conseiller d'arrondissement |
| 1875    | 1883             | Jules Vors                   | Droite          | Avocat, Le Massegros |
| 1883    | 1919             | Jean Monestier               | Rad.            | Ingénieur en chef des Ponts et Chaussées Maire de Saint-Rome-de-Dolan Ministre en 1899 Sénateur (1896-1906) Député (1910-1919) Président du Conseil Général (1904-1910)                                                                      |
| 1919    | 1925             | Joseph Sarrouy               | RG              | Maire du Recoux, conseiller d'arrondissement |
| 1925    | 1937             | Casimir Poujol (1892-1981)   | Rad.            | Employé des chemins de fer, propriétaire à La Fagette (La Tieule), conseiller d'arrondissement |
| 1937    | 1940             | Emile Poujol                 | Rad.            | Agriculteur au Massegros |
|         |                  |                              |                 | |
| 1945    | 1949             | Emile Poujol                 | Rad.            | Maire du Massegros |
| 1949    | 1973 (décès)     | Georges Bonnet               | DVD             | Chef de District EDF Sénateur (1955-1973) |
| 1973    | 1988             | Rémy Plan (1921-1997)        | DVD puis UDF-PR | |
| 1988    | 2015             | Jean-Paul Pourquier          | RPR puis UMP    | Agriculteur Président du Conseil Général de 2004 à 2015 adjoint au maire du Massegros Président de la Communauté de Communes du Causse du Massegros Suppléant du député Pierre Morel-A-L'Huissier Elu en 2015 dans le Canton de La Canourgue |

### Conseillers d'arrondissement (de 1833 à 1940)
| Période                                  | Période | Identité                                      | Étiquette   | Qualité |
| ---------------------------------------- | ------- | --------------------------------------------- | ----------- | --- |
| 1833                                     | 1836    | Jean Vors (1768-1844)                         |             | Juge de paix à Saint-Georges-de-Lévéjac                                                                     |
| 1836                                     | 1848    | Charles Amédée Sarrouy (1802-1852)            | Républicain | Docteur en médecine, maire du Recoux                                                                        |
| 1848                                     |         | Marie-Raymond-Dieudonné Pourquier (1820-1885) |             | Notaire, Le Massegros                                                                                       |
|                                          |         |                                               |             | |
| 1864                                     | 1872    | Armand Sarrouy                                | Républicain | Médecin au Massegros                                                                                        |
| 1872                                     | 1898    | Amédée Monestier (1842-1921)                  |             | Maire de Saint-Rome-de-Dolan                                                                                |
| 1898                                     | 1919    | Joseph Sarrouy                                | RG          | Maire du Recoux                                                                                             |
| 1919                                     | 1925    | Casimir Poujol                                | Rad.        | Propriétaire à La Tieule                                                                                    |
| 1925                                     | 1940    | Henri-Joseph Labaume                          |             | Greffier de la justice de paix, maire du Massegros                                                          |
| 1940                                     |         |                                               |             | Les conseils d'arrondissement ont été suspendus par la loi du 12 octobre 1940 et n'ont jamais été réactivés |
| Les données manquantes sont à compléter. |         |                                               |             | |